# Bill Pope
Pour les articles homonymes, voir Pope (homonymie).
Bill Pope est un directeur de la photographie américain né le 19 juin 1952.

## Filmographie

### Cinéma
- 1989 : Death Doll de William Mims (en)
- 1990 : Darkman de Sam Raimi
- 1991 : Closet Land de Radha Bharadwaj
- 1992 : Evil Dead 3 (Army of Darkness) de Sam Raimi
- 1993 : Visiteurs extraterrestres (Fire in the Sky) de Robert Lieberman
- 1994 : L'Apprenti millionnaire (Blank Check) de Rupert Wainwright
- 1995 : Clueless de Amy Heckerling
- 1996 : Bound de Lana et Lilly Wachowski
- 1997 : Gridlock'd de Vondie Curtis-Hall
- 1998 : La Méthode zéro (Zero Effect) de Jake Kasdan
- 1999 : Matrix de Lana et Lilly Wachowski
- 2000 : Endiablé (Bedazzled) de Harold Ramis
- 2003 : Matrix Reloaded de Lana et Lilly Wachowski
- 2003 : Matrix Revolutions de Lana et Lilly Wachowski
- 2004 : Spider-Man 2 de Sam Raimi
- 2004 : Team America, police du monde (Team America: World Police) de Trey Parker
- 2006 : Fur (Fur: An Imaginary Portrait of Diane Arbus) de Steven Shainberg
- 2007 : Spider-Man 3 de Sam Raimi
- 2008 : The Spirit de Frank Miller
- 2010 : Scott Pilgrim (Scott Pilgrim vs. the World) d'Edgar Wright
- 2012 : Men in Black 3 de Barry Sonnenfeld
- 2012 : Chasing Mavericks de Michael Apted et Curtis Hanson
- 2013 : Le Dernier Pub avant la fin du monde (The World's End) d'Edgar Wright
- 2016 : Le Livre de la jungle (The Jungle Book) de Jon Favreau
- 2017 : Baby Driver d'Edgar Wright
- 2019 : Alex, le destin d'un roi (The Kid Who Would Be King) de Joe Cornish
- 2019 : Alita: Battle Angel de Robert Rodriguez
- 2019 : Charlie's Angels d'Elizabeth Banks
- 2021 : Shang-Chi et la Légende des Dix Anneaux de Destin Daniel Cretton
- 2023 : Ant-Man et la Guêpe : Quantumania (Ant-Man and the Wasp: Quantumania) de Peyton Reed
- 2024 : Unfrosted : L'épopée de la Pop-Tart (Unfrosted) de Jerry Seinfeld
- 2023 : Y2K de Kyle Mooney
- 2025 : How to Train Your Dragon de Dean DeBlois

### Télévision
- 1992 : American Playhouse (épisode Mrs. Cage)
- 1998 : Maximum Bob (épisode pilote)
- 1999 : Freaks and Geeks (épisode pilote)
- 2014 : Cosmos : Une odyssée à travers l'univers (Cosmos: A Spacetime Odyssey) (série documentaire) (13 épisodes)
- 2016 : Preacher (épisode pilote)
- 2018 : Singularity d'Evan Goldberg et Seth Rogen (téléfilm)